# 高次フラーレン
高次フラーレン(Higher fullerenes)は、70個以上の炭素で構成されるフラーレン分子である。六角形と五角形の面が融合して籠の形を作っている。

## 合成
1990年、W・クレッチマーとD・R・ハフマンは、kgもの量のフラーレンを簡単に効率良く合成できる方法を開発し、フラーレンの研究が一気に進んだ。この技術では、ヘリウム中で高純度の2つのグラファイト電極の間をアーク放電させることで、炭素のすすを生成する。または、グラファイトのレーザーアブレーションか芳香族炭化水素の熱分解によってすすを生成する。フラーレンは、すすの中から多段階の過程によって抽出される。まずは、すすを適切な有機溶媒に溶かす。この段階で、最大70%のC60と15%のC70、その他のフラーレンからなる溶液ができる。これをクロマトグラフィーを用いて分離する。この方法でmg量の高次フラーレンを得ることができ、また、C76、C78、C84は試薬として販売されている。

## 性質

### 分子
| 化学式 | CAS登録番号 | Nis | 分子対称性   |
| ------ | ----------- | --- | ------------ |
| C60    | 99685-96-8  | 1   | Ih           |
| C70    | 115383-22-7 | 1   | D5h          |
| C72    |             | 1   | D6h          |
| C74    |             | 1   | D3h          |
| C76    | 135113-15-4 | 2   | D2*          |
| C78    | 136316-32-0 | 5   | D2v          |
| C80    | 136316-32-0 | 7   |              |
| C82    | 136316-32-0 | 9   | C2, C2v, C3v |
| C84    | 135113-16-5 | 24  | D2*, D2d     |
| C86    | 135113-16-5 | 19  |              |
| C88    | 135113-16-5 | 35  |              |
| C90    | 135113-16-5 | 46  |              |
| C3996  | 175833-78-0 |     |              |

表中で、NISは、フラーレン中で五角形の面同士は隣合わないというルールの中でありうる同位体の数を表している。対称性は、実験的に最も量の多いものを示した。*の記号は、2つ以上のキラル型で対称性を持つことを意味する。

### 固体
| 化学式 | 対称性 | 空間群 | No  | ピアソン記号 | a (nm) | b (nm) | c (nm) | Z | ρ (g/cm3) |
| ------ | ------ | ------ | --- | ------------ | ------ | ------ | ------ | - | --------- |
| C76    | 単斜晶 | P21    | 4   | mP2          | 1.102  | 1.108  | 1.768  | 2 | 1.48      |
| C76    | 立方晶 | Fm3m   | 225 | cF4          | 1.5475 | 1.5475 | 1.5475 | 4 | 1.64      |
| C82    | 単斜晶 | P21    | 4   | mP2          | 1.141  | 1.1355 | 1.8355 | 2 |           |

トルエン溶液からC76またはC84の結晶を生成すると、単斜対称となる。しかし、C76の溶媒を蒸発させると、面心立方体に変わる。単斜晶と面心立方体の相は、C60とC70でも知られている。

## 関連文献
- Katz, E. A. (2006). “Fullerene Thin Films as Photovoltaic Material”. In Sōga, Tetsuo. Nanostructured materials for solar energy conversion. Elsevier. pp. 361–443. ISBN 978-0-444-52844-5